# Neosaltusaphis bodenheimeri
Neosaltusaphis bodenheimeri är en insektsart. Neosaltusaphis bodenheimeri ingår i släktet Neosaltusaphis och familjen långrörsbladlöss. Inga underarter finns listade i Catalogue of Life.